# Петнист скункс джудже
Петнист скункс джудже (Spilogale pygmaea) е вид бозайник от семейство Скунксови (Mephitidae). Видът е световно застрашен, със статут Уязвим.

## Разпространение и местообитание
Разпространен е в Мексико.